# 夏日狂想曲：鄉間的難忘回憶
《夏日狂想曲：鄉間的難忘回憶》（又译作「夏日狂想曲」）是一款像素风格的成人模拟遊戲，由Dojin Otome在DLsite平台上于2019年9月发行，随后更在2020年6月15日登入Steam平台。续作为《壓抑不住慾望的我，和無償的母女們》以及《冬日狂想曲》。

## 游戏玩法

《夏日狂想曲：鄉間的難忘回憶》的游玩介面，图中男主（玩家）正在叔父家客厅待机。

在本作中，玩家将会操控一名正太在有限的30天内与3位女主们互动并留下美好的回忆。游戏中能够活动的时间段分为4个时间段（早上、中午、傍晚和晚上）以及需要特定物件才能开启的深夜。玩家可以在这些时间段中选择钓鱼、抓虫或与女主们和女配们互动等等。除此之外，玩家角色会因触发某些事件而累积性欲计量表，性欲计量表能通过与女主或女配们制造回忆而减少。在每日结束前玩家的回忆会转换为技能点数，并根据自身情况增加新的技能。

## 剧情
暑假的来临，正太因父母工作忙碌而被寄养在乡下叔父的家。在叔父家中除了叔父外，还有叔母和两位表姐，正太在接下来的30天将与叔父叔母和表姐们根据玩家选择而生活。

## 开发与发行
Dojin Otome于2019年6月28日新增“厕所突击”。同年7月14日新增1日1次恢复体力及增加女主们好感的“洗澡”。Dojin Otome在7月16日时的日记中表示之后将开始不定期更新以及列出未来更新的方向。
2019年9月10日，作为DojinOtome的第四部作品在DLsite平台获得好评并在一年后的6月15日登入Steam平台。本作DLC《夏日狂想曲+》在普通版上市后不久也登录Steam平台。2022年4月6日于Android手机平台上发售。2023年9月19日，Steam平台共销售100万套本作游戏。

## 评价
游戏角落的安西飞龙评价“本作作为绅士游戏值得游玩以及重玩”，“虽然配音方面有所不足但却能够感受到诚意”以及“女配角的某些体位无法游玩感到可惜”。Now电玩的九艘跳评价“与原作的遗憾相比，因DLC版的《夏日狂想曲+》增加女配角们的CG而令人感到更加满意”。

## 外部連結
- 官方网站
- Dojin Otome的X（前Twitter）
- 莫比游戏上的《夏日狂想曲：鄉間的難忘回憶》（英文）